# USS LST-376
O USS LST-376 foi um navio de guerra norte-americano da classe LST que operou durante a Segunda Guerra Mundial.